# フレンスブルク政府

フレンスブルク政府（フレンスブルクせいふ、独: Flensburger Regierung, 英: Flensburg Government）は、第二次世界大戦末期にドイツ国で設立された臨時政府である。同国最後の政治体制であるが、同盟国である大日本帝国も連合国も政府としての承認は行わなかった。

## 閣僚構成（1945年5月23日時点）
降伏直前という事情から、航空省、東部占領地域省、国民啓蒙・宣伝省が廃止された。
| 役職                                         | 氏名                                           | 備考                                                                                |
| -------------------------------------------- | ---------------------------------------------- | ----------------------------------------------------------------------------------- |
| 大統領・ドイツ国防軍最高司令官・国防大臣     | カール・デーニッツ                             | 海軍元帥                                                                            |
| 筆頭閣僚(首相代行)・外務大臣・財務大臣       | ルートヴィヒ・シュヴェリン・フォン・クロージク | 財務大臣としては留任                                                                |
| 内務大臣・文化大臣(科学・教育・国民文化大臣) | ヴィルヘルム・シュトゥッカート                 | 前内務次官                                                                          |
| 司法大臣                                     | ヘルベルト・クレム（Herbert Klemm）            | 前司法次官                                                                          |
| OKW総長                                      | アルフレート・ヨードル                         | 国防軍最高司令部総長ヴィルヘルム・カイテルが1945年5月13日に逮捕されたため、その後任 |
| 海軍総司令官                                 | ハンス＝ゲオルク・フォン・フリーデブルク       | 海軍大将、5月1日付で海軍総司令官に就任(2月1日付遡及)                                |
| 軍需大臣・経済大臣                           | アルベルト・シュペーア                         | 軍需大臣としては留任                                                                |
| 農業大臣・食糧大臣                           | ヘルベルト・バッケ                             | 食糧大臣としては留任                                                                |
| 労働大臣                                     | フランツ・ゼルテ                               | 留任                                                                                |
| 運輸大臣・郵政大臣                           | ユリウス・ドルプミュラー                       | 留任                                                                                |
| 行政長官・民生国防委員長                     | パウル・ヴェーゲナー（Paul Wegener）           |                                                                                     |

## 概要
総統のアドルフ・ヒトラーが自殺した1945年4月末、赤軍との戦いでベルリンが陥落したため首都ベルリンにおける統治や軍事指揮が不可能となった。ヒトラーから後継者に指名されていた海軍総司令官カール・デーニッツ海軍元帥らナチ党の政府要人は、プロイセン州の属州となっていたシュレースヴィヒ＝ホルシュタイン州にあるフレンスブルクに行政機能を移転し、疎開政府機関として無条件降伏までの敗戦処理を執り行った。大統領の名をとってデーニッツ政府（独: Regierung Dönitz）とも呼ばれる。この政府では、「総統」に該当する職責は大統領と首相に分離されており、存在しなかった。
国章・国旗はヒトラー時代と同様であり、「ハイル・ヒトラー」の挨拶も当初は維持されていた。
連合国軍との間でドイツ軍の無条件降伏に向けた敗戦処理の交渉、権威が及ぶ範囲で有力なナチ党員、親衛隊（SS）隊員の要職からの解任を主な執務としたが、ドイツ全土には連合国軍によって占領統治が行われており、その影響力は限定されていた。また、日本も連合国も政府としての承認は行わなかった上に、連絡を取らなかった。
5月23日には全閣僚が連合国軍に逮捕され、その機能を失った。その後6月5日のベルリン宣言により中央政府がドイツに存在しないことが確認され、1871年1月から続いたドイツ国はここに消滅した。
敗戦後に中央政府がドイツに存在しない点は、ポツダム宣言の受諾により敗戦と占領の後にも、フレンスブルク政府のような「臨時政府」ではない、確固とした中央政府が存在し続けた日本との大きな差であった。

## 成立

### 政府機能の疎開
1945年4月、総統アドルフ・ヒトラーはベルリンの総統官邸地下壕で作戦の指揮を行っていた。ベルリンは既に赤軍の攻撃下にあり、包囲・陥落も時間の問題であった。親衛隊全国指導者・内相のハインリヒ・ヒムラーは、かねてから画策していた首都機能の移転を実行するべく、その地を戦災被害が比較的少なかったドイツ北部のシュレースヴィヒ＝ホルシュタイン州に決めていた。

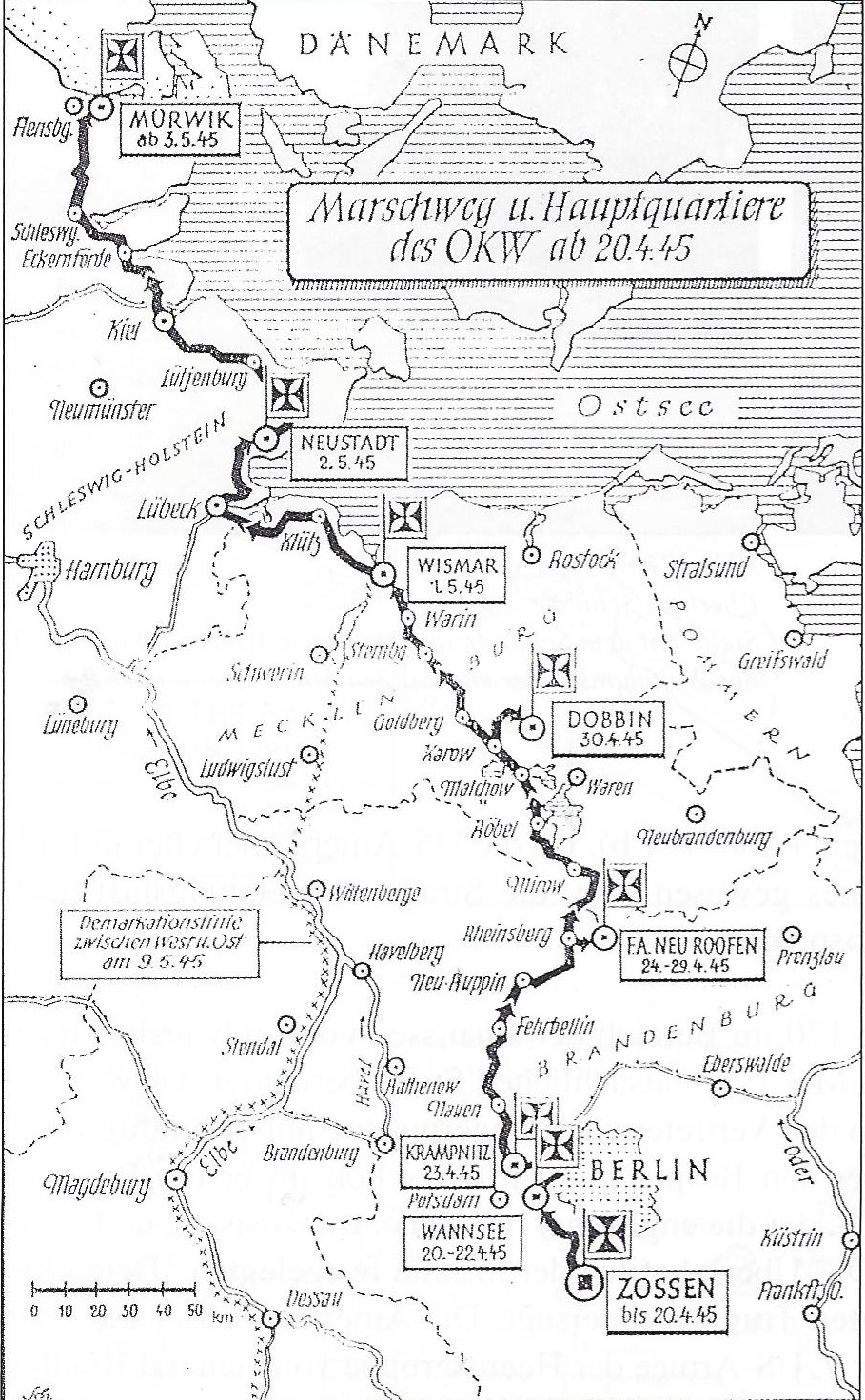
国防軍最高司令部のミュルヴィクへの疎開経路

4月20日の総統誕生日に、ヒトラーは国防軍最高司令部（OKW）、陸軍総司令部（OKH）、空軍総司令部（OKL）、そして閣僚の避難を許可し、ドイツが戦線によって分断された時に備えて、ドイツ北部にいるドイツ軍の統帥を海軍総司令官カール・デーニッツ海軍元帥に委任した。ヒトラーから全権を委任されたデーニッツは、ベルリンを脱出しキールに近いオイティンを経てプレーン（Plön）の海軍総司令部（OKM）に移り、そこで、海軍全般の指揮の他に北ドイツでの難民の輸送、補給作業を指揮することになった。
4月21日、ヒトラー、宣伝相ヨーゼフ・ゲッベルス、ナチ党官房長マルティン・ボルマンを除く主な閣僚も避難した。OKW総長ヴィルヘルム・カイテル陸軍元帥、OKW作戦部長アルフレート・ヨードル上級大将を含む国防軍最高司令部・陸軍総司令部の一部は、デーニッツに合流するためプレーンへ移動した。空軍総司令官ヘルマン・ゲーリング帝国元帥を含む空軍総司令部と国防軍最高司令部・陸軍総司令部の大半、総統官房長官ハンス・ハインリヒ・ラマースは、ヒトラー総統専用のベルクホーフ山荘のあるオーバーザルツベルクへ疎開した。避難した閣僚の多くはオイティンに移り、4月23日には移転初の閣僚会議が地方議会議事堂で行われた。閣僚会議の議長は、閣僚の最年長で財務大臣のフォン・クロージク伯爵が務めている。

### ヒトラーの死
一方のヒムラーはプレーンに近いリューベックに移り、スウェーデンの外交官ベルナドッテ伯爵を通じた米英軍との停戦交渉を極秘に行っていた。しかし、この交渉は失敗に終わった。4月28日、ヒムラーの和平交渉の存在がBBC放送で全世界に公表された。ヒムラーの和平交渉を知ったヒトラーは激怒し、ヒムラーの解任と逮捕を命令した。さらにヒトラーは4月29日未明、総統秘書官のトラウデル・ユンゲに作成させた政治的遺書でデーニッツを後継者に指名した。
ただしデーニッツの地位は総統ではなく、ヒトラーが1934年に制定した国家元首法により権限を吸収して以来、空位となっていた大統領だった。また、政権を握った1933年以来のポストだった首相には、ゲッベルスを指名していた。また、この遺書ではゲーリング、ヒムラーを裏切り者として非難し、彼らを党から追放すると記してあった。その時、ゲーリングは既に全てのポストから解任されて、オーバーザルツベルク駐在のSS部隊に身柄を拘束され監視下にあった。一方、ヒムラーはデーニッツの元にいたが、彼はヒトラーにこのような宣告をされていたことを知らされていなかった。
4月30日午後3時半頃、ヒトラーはベルリンの総統官邸地下壕で夫人のエヴァ・ブラウンとともに自殺した。しかし、この時のベルリンはソ連軍の猛攻下にあり、総統官邸地下壕はほとんど孤立していたため、ヒトラーの死はすぐに外部に漏れることはなかった。

### 政府成立

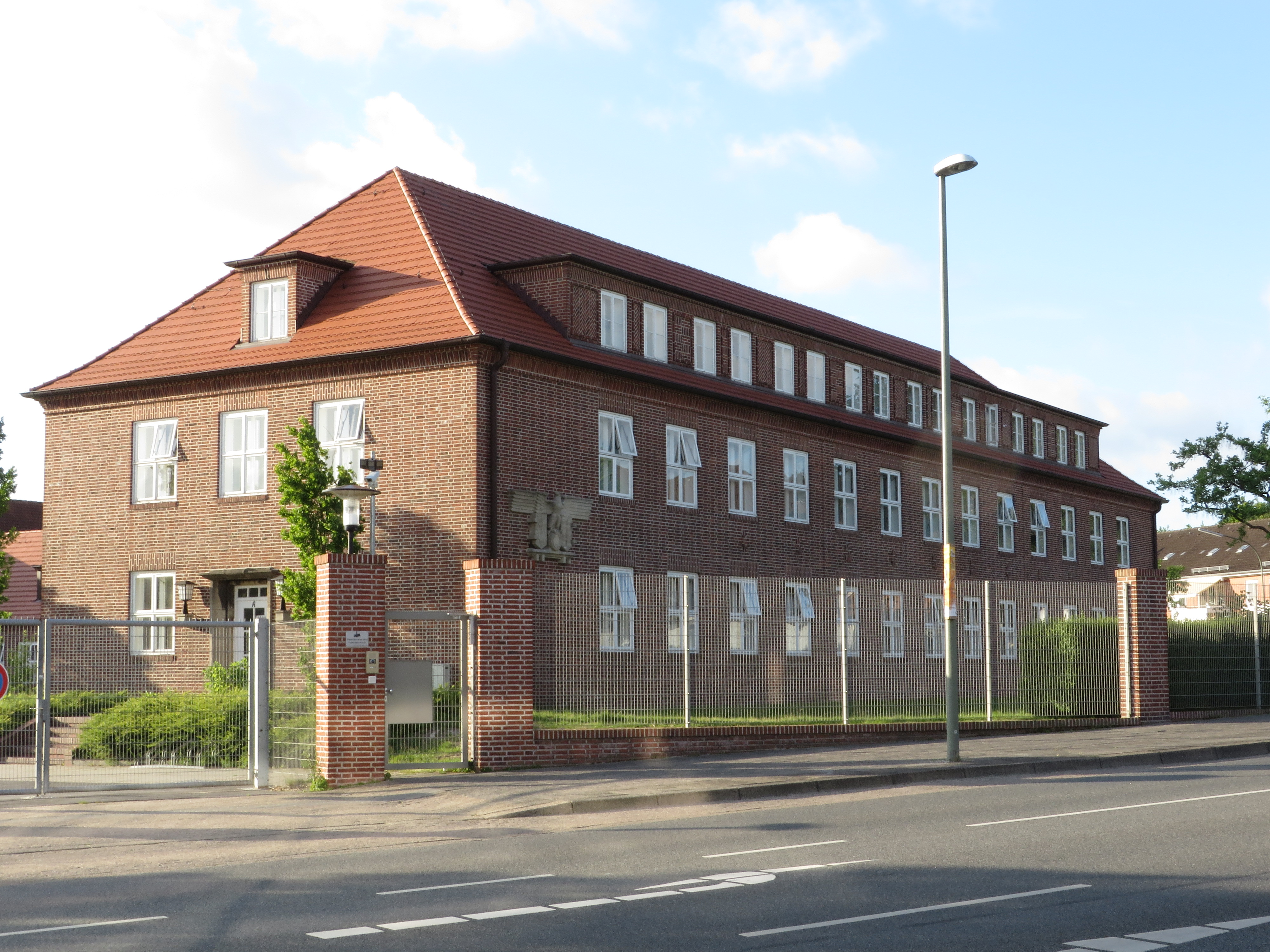
フレンスブルク政府の閣議が行われたミュルヴィク海軍兵学校内の海軍スポーツ学校

4月30日早朝、デーニッツは総統官房から無線で「ヒムラーがスウェーデンを経由して連合軍と交渉する反逆罪を犯したため、迅速かつ冷厳にSS全国指導者に対処すべし」との指令を受けた。しかし、全ての権限はヒムラーが掌握しており、地上での戦闘力のない海軍総司令官が指令を実行するのは容易ではなかった。また、敵側のラジオ放送を根拠にした点からも懐疑的であり、午後にリューベックでヒムラーと会見した。ヒムラーは敵との接触を完全に否定し、デーニッツも実行の難しい「反逆者の処罰」よりも、ヒムラーが後継者から除外された事実だけを伝えるとともに、「自らは海軍を降伏させるが、海軍軍人として最後の戦闘で死ぬ」と海軍軍人としての決意を固めた。
同日午後に、ボルマンから特別の暗号解読認証を受けたドイツ海軍通信部隊経由で、「総統はゲーリング前国家元帥に換えてデーニッツ元帥を後継者と定められた。今後は現状にて可能な全ての処置を取られたし」（第1号電報）という電文が届けられた。これにより、デーニッツはヒトラーが既に死亡したか、または死を目前にしていると考えた。デーニッツは湖畔を歩き、副官ノイラートに「国家形態をどうするべきか」と呟いた。これは後に発表した、「三本の柱をもつ憲法（静の元首、行動の政府主席、国民の意思を代表する議会）」の原案について口にした最初であった。デーニッツは「ヒトラーの後継者となることを義務とみなした。国民と軍隊に最良と信ずる道を歩むしかない」「（軍人としての決意を翻すことが）仮にそれが自分のためには不名誉なものであっても」と副官ノイラートは後に回想している 。
5月1日午前0時、国内最大の実力者のヒムラーが重武装のSS隊員と共にデーニッツの元を訪れた。デーニッツが第1号電報を示すとヒムラーは狼狽し、デーニッツの地位を承認する代わりに首相の地位を要求した。デーニッツは、ヒムラーがSS組織の権力を持っていたことから回答を明言しなかったが、ヒムラーは一旦引き下がった。
同日午前10時53分、デーニッツの元にボルマン署名の「遺書発効す。自分は速やかにそちらに赴く予定。それまでは公表を控えられるべし」との、ヒトラーの死去という重大な事実については曖昧にしたままの第2号電報が入電した。これは、ボルマンがヒトラーの死という事実を隠蔽することによって、自身の権力を延長しようと図ったものであった。ただこの電報では、ヒトラーの死について明確に述べられていなかったため、デーニッツはその真意を量りかね、しばらくは行動を起こすことができなかった。
同日午後3時18分、ゲッベルスとボルマンの共同署名になる明確な内容の第3号電報が、デーニッツのところに到着した。ここではヒトラーの死の事実が初めて明らかにされるとともに、ヒトラーの遺言の概要が伝えられていた。デーニッツはここでヒトラーが死に、自身の大統領就任が発効したことを知った。この第3号電報ではヒトラーの遺言で首相にゲッベルス、ナチ党担当相（ナチ党の党首）にボルマン、外相にオランダ総督のザイス＝インクヴァルトが指名されていることも通知された。そして、ボルマンがデーニッツの所へ向かう予定とも書かれていたため、デーニッツはボルマンとゲッベルスがプレーンに来たら拘束するよう指示した。
デーニッツは第3号電報を受けて、ドイツ国民にヒトラーの死と自らの後継者就任を公表することにした。午後9時から10時25分のハンブルク放送の特別報道でヒトラーの死が発表され、デーニッツ自身がラジオ演説を行い、ヒトラーがベルリンで戦死したこと、自分にヒトラーから国家元首と国防軍最高司令官としての職責が託されたことを報告する。デーニッツはボルシェヴィズムからドイツ軍並びにドイツ国民を守るために戦い続けること、イギリス軍とアメリカ軍とはこれらの行動を妨害する時にのみ交戦すると宣言した。デーニッツの署名の肩書きは海軍元帥（大提督）とだけ記された。ヒトラーは実際には戦死ではなく自殺であり、またデーニッツはヒトラーの死の詳細を知らされていなかったが、あえて「戦死」としたのは総統ヒトラーが軍人らしい死を遂げたと脚色することによって、ドイツ軍の忠誠心をつなぎとめる狙いがあったと考えられている。
ヒトラーの遺書は3通作られ、総統地下壕から外部（デーニッツ宛、陸軍総司令官に任命された中央軍集団司令官フェルディナント・シェルナー陸軍元帥宛、ミュンヘンのナチ党文書館宛）に送られたものの、いずれも届かなかった。デーニッツは、第3号電報で知らされたヒトラーの遺言による閣僚任命（ただし、デーニッツは全閣僚のリストは知らなかった）に驚いたが、出来るだけ沢山の人間を救いつつ出来るだけ早く戦争を終結させるための交渉に極めて重荷になる人事を、「ヒトラーの死後の命令」として無視することを決意し、ルートヴィヒ・シュヴェリン・フォン・クロージク財務相を閣僚首班（首相代行）に指名し、組閣を依頼した。なお、デーニッツの身辺警護隊としてフォン・ビューロとアリ・クレーマーを指揮官として、水兵による陸戦隊が編成されたほか、潜水艦隊司令長官のフォン・フリーデブルク大将を2月1日付に遡及して海軍総司令官に任じた。
一方、ゲッベルスは5月1日にベルリンの総統地下壕で自殺した。ボルマンはデーニッツの政府に合流することで権力の維持を狙い、2日未明に総統地下壕から脱出したものの逃亡に失敗してベルリン市内で自殺した。
5月3日、新政府は拠点をフレンスブルク郊外のミュルヴィクにあったミュルヴィク海軍兵学校へ移した。この際、軍需相アルベルト・シュペーアとヒムラーは共に、ハンブルクの北に位置し、まだ連合軍の影響が及んでいなかったバート・ブラムシュテットへ一時移動して会談、その後ヒムラーは国防軍将校から軍の動向を確認している。
5月5日、「フレンスブルク政府」は初閣議を開いた。また、同日にヒムラーも150人あまりの側近を連れて合流し、ゲシュタポの解体に手をつけたが、この際にSS隊員等の身分偽証工作を行ったとされる。前日のオランダのドイツ軍が降伏したのを受けて脱出したザイス＝インクヴァルトはデーニッツと会談し、焦土作戦の中止及びオランダ総督としての留任を確認した（その後、ザイス＝インクヴァルトはハンブルクへ逃亡したところで逮捕された）。
5月6日、デーニッツはシュレスヴィヒ＝ホルシュタイン州の最高責任者としての大管区指導者ヒンリヒ・ローゼを解任、17時には入閣を望んでいたヒムラーと、東部占領地域相のアルフレート・ローゼンベルクを全ての職務から解任したほか、ヒトラー内閣の司法相オットー・ティーラック（この時点では消息不明）、生死不明であったゲッベルスを解任した。これらの解任は、フレンスブルク政府が連合国によって容認されやすくするためとも、生え抜きの党幹部の在任が新政府の障害となった事などが理由であるとされる。

## 降伏交渉

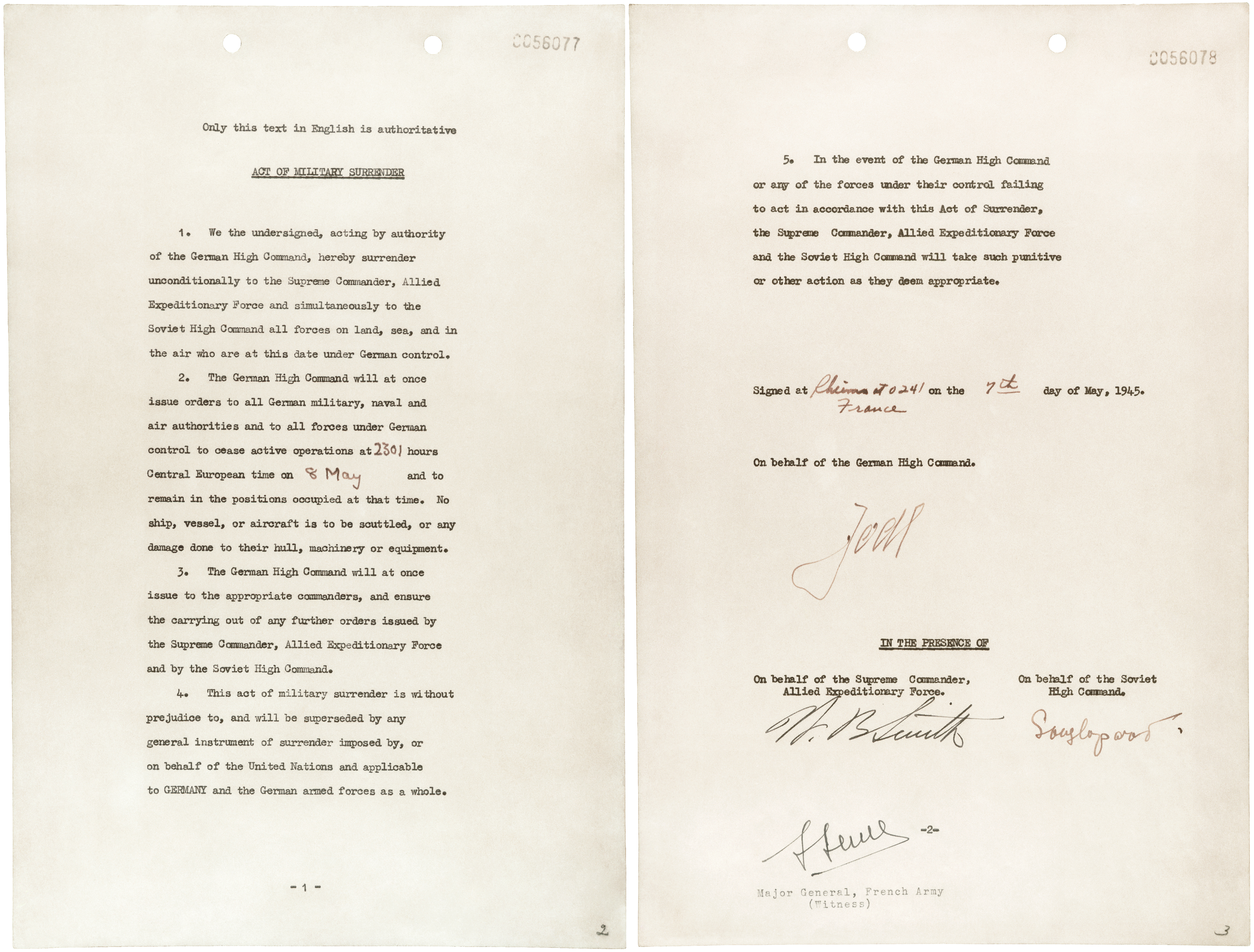
カールスホルストで調印されたドイツ軍の降伏文書。

大統領となったデーニッツは、既にドイツがその体制を維持できず、もはや降伏以外に道がないことを承知していた。そして、デーニッツはドイツの最高指導者の地位の継承が「ヒトラーには出来なかったことを成すこと」と了知していた。しかしソ連に降伏した国防軍兵士や難民がソ連軍兵士からの虐殺など容認しがたい被害を受けているとの事実を掴んでもいた。難民らからの聞き取りとソ連軍の占領していた村などをドイツ軍が奪還してからの実地調査から、「殺人、放火、拷問、暴行、略奪」の報告を海軍法務局から既に受けていたのである。このため、デーニッツは西方（イギリス軍やアメリカ軍の占領地）での投降は受け入れられるが、東方（ソ連軍）では戦闘を継続し、ソ連側に取り残されている市民や兵士の本国と西方占領地区への避難のルートと時間を確保するべきだと考え、部分的な降伏と東部地域での戦闘継続を画策した。
彼の意向を受けたOKW総長ヴィルヘルム・カイテル元帥及びOKW作戦部長アルフレート・ヨードル上級大将は、西側から侵入する米英軍の方へドイツ軍の残存兵を移動するよう命令した。
5月6日、デーニッツはヨードルに連合軍に対する国防軍の降伏文書に署名する許可を与えた。翌5月7日、対米英仏連合軍への降伏はフランスのランスにおいて調印され、5月8日午後11時1分が停戦発効時間であると定められた。しかし連合軍がベルリンで降伏文書を批准する調印式を要求したため、国防軍代表のカイテル元帥、海軍代表フォン・フリーデブルク大将、空軍代表シュトゥムプフ上級大将らを派遣した。ベルリン時間で5月9日午前0時15分（ロンドン時間5月8日午後11時15分、モスクワ時間5月9日2時15分）、ベルリンのカールスホルストにおいて降伏批准文書が調印された。これらの文書に署名したのは国防軍の軍人のみであり、政府の代表者の署名は行われなかった

## 解散

連行されるフレンスブルク政府首脳
_{前の軍服姿がデーニッツ、その後にいるのはヨードルとシュペーア。}

国防軍の無条件降伏後、軍需相シュペーアはフレンスブルク政府自体が解散しなければならないと提案した。一方、デーニッツとその他の大臣たちは臨時政府として戦後のドイツを統治できるという希望を持っていた。イギリス国民に勝利を宣言するウィンストン・チャーチルのスピーチ「明らかな国家元首であるデーニッツ元帥」という部分は事実上、少なくとも無条件降伏の瞬間までフレンスブルク政府を「ドイツの当局」として認識していたことの証拠であった。しかし、連合国はフレンスブルク政府を即座に解体することを決定した。
5月20日、ソ連政府はそれまでのフレンスブルク政府について考えられていたことを白紙にした。彼らはデーニッツ政府（彼らは「デーニッツ・ギャング」と呼んだ）がどんな権力を持つことも許さず、どんな考えでも厳しく批判、これを攻撃した。『プラウダ』には以下の通り記述された。
5月13日、国防軍最高司令部総長カイテルが連合軍に逮捕された。5月23日、イギリス軍の連絡将校はデーニッツの本部へ向かい、デーニッツ政府の解散と全ての要員の逮捕を命じているアイゼンハワー将軍（連合国遠征軍最高司令官）の命令を読み上げた。これによってデーニッツ以下の政府要員は全て連合国に拘束されフレンスブルク政府は解体、6月5日には連合国軍によってベルリン宣言が発令され、ドイツの中央政府消滅と米英仏ソ四国による主権掌握が発表された。